# 谢东萤
谢东萤 (英語：Louis Tung-jung Hsieh, 1965年—) 是一位中国企业家。曾先后带领新东方教育科技集团、蔚来汽车、禾赛科技赴美上市。

## 生平
先后毕业于斯坦福大学，哈佛大学商学院和加利福尼亚大学伯克利分校，之后进入加利福尼亚州律师公会成为一名律师。1990年至1996年在偉凱律師事務所担任律师。1996年至2000年任职于瑞士信贷和摩根大通。2000年至2002年任职于瑞银集团。2005年加入新东方教育科技集团并帮助其实现隔年的IPO。2009年成为新东方教育科技集团总裁。2017年5月22日加盟蔚来汽车担任其首席财务官。2019年10月28日离职。2021年4月加入禾赛科技担任首席财务官，2024年5月离职。
此外还担任京东集团和百胜中国独立董事。